# Max Weber (malíř)

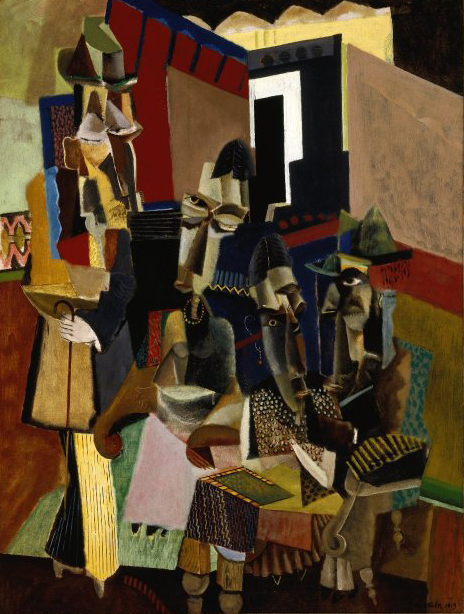
Max Weber: Návštěva (Brooklyn Museum)

Max Weber (18. dubna 1881 Białystok – 4. října 1961 Great Neck, New York, Spojené státy) byl americký malíř a sochař polského původu.

## Život a tvorba

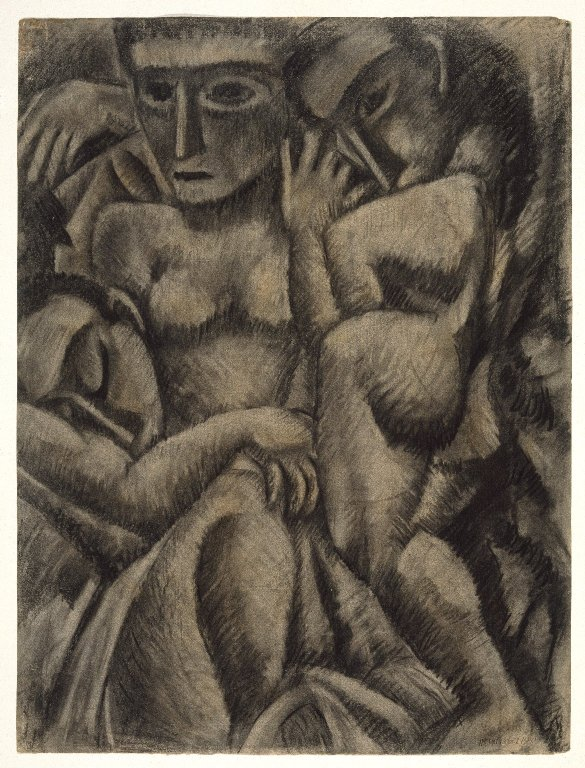
Max Weber: Kompozice se čtyřmi postavami (Brooklyn Museum)

Narodil se roku 1881 v židovské rodině v polském Białystoku, který byl tehdy pod ruskou nadvládou. Roku 1891 emigrovala rodina do Spojených států. Max Weber studoval v letech 1899–1900 umění a design pod vedením Arthura W. Dowa na Pratt Institute v Brooklynu.
Roku 1905 odjel do Paříže studovat malířství v ateliéru Jean-Paula Laurense na Julianově akademii, později na Académie de la Grande Chaumière a Colarossiho akademii. Seznámil se s Henri Rousseauem, Henri Matisseem a Pablem Picassem. Roku 1909 se vrátil zpět do Spojených států. Od roku 1912 maloval v kubistickém stylu. Roku 1913 vystavoval Max Weber na výstavě Armory Show v New Yorku.